# Hans-Persagrundet
Hans-Persagrundet was een Zweeds eiland behorend tot de Pite-archipel. Het ex-eiland is in de loop der tijden vastgegroeid met het vasteland van Zweden. De verbinding is anno 2008 een zandstrook van een paar meters breed. Het heeft geen bewoning / bebouwing.